# Hevoskari (ö i Satakunta, Björneborg, lat 61,51, long 21,47)
Hevoskari är en liten udde i Finland.  Delar av Hevoskari är naturskyddat område. Den ligger i kommunen Björneborg i den ekonomiska regionen  Björneborgs ekonomiska region  och landskapet Satakunta, i den sydvästra delen av landet, 240 km nordväst om huvudstaden Helsingfors.